# دين باركلي
دين باركلي (بالإنجليزية: Dean Barkley)‏ هو محامي وسياسي أمريكي، ولد في 31 أغسطس 1950 في أناندال في الولايات المتحدة. حزبياً، نشط في Independence-Alliance Party ‏. في انتخابات مجلس الشيوخ في الولايات المتحدة 2000 ‏، انتخب عضو مجلس الشيوخ الأمريكي عن دائرة Minnesota ‏ وقد انضم خلال فترته النيابية ‏ (5 نوفمبر 2002 – 3 يناير 2003) للكتلة البرلمانية مستقل وانتخب مؤسس ‏ وانتخب عضو مجلس الشيوخ الأمريكي عن دائرة مينيسوتا (4 نوفمبر 2002 – 3 يناير 2003).